# Rai Südtirol
Rai Südtirol (bis 2014 Rai Sender Bozen) ist ein deutschsprachiger Fernseh- und Hörfunksender für Südtirol. Er gehört zur italienischen öffentlich-rechtlichen Rundfunkgesellschaft Rai – Radiotelevisione Italiana. 
Rai Südtirol ist eine von drei redaktionell eigenständigen Abteilungen, die im Rai-Funkhaus in Bozen ihren Sitz haben. Dort sind auch der ladinischsprachige Rundfunksender Rai Ladinia angesiedelt sowie die Redaktion von Rai Alto Adige, die italienischsprachige Sendungen mit regionalen Inhalten für Rai Radio 1, Rai Radio 2 und Rai 3 produziert.

## Geschichte

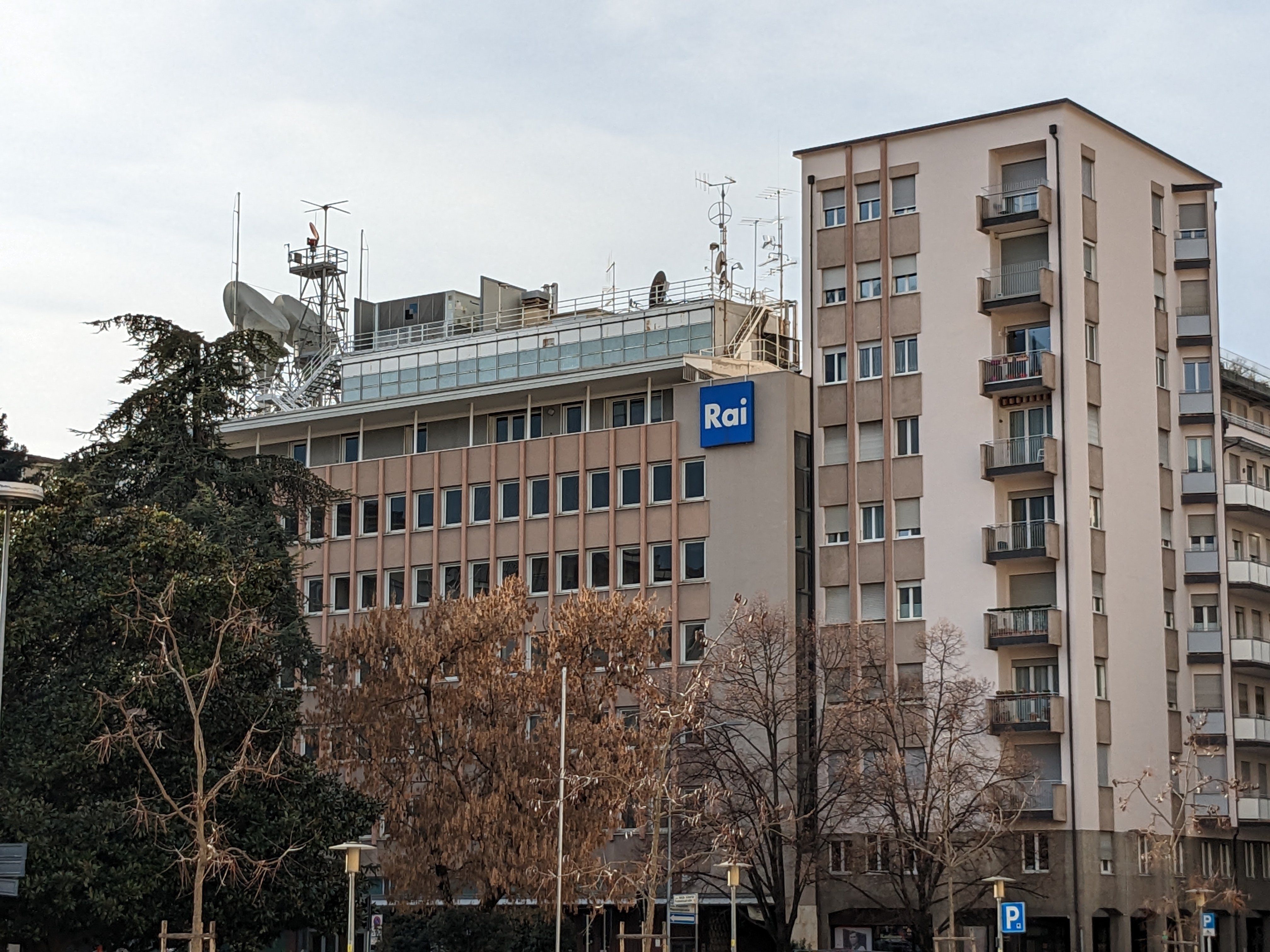
Das Funkhaus der Rai in Bozen (2022)

Erste Radiosendungen in deutscher Sprache wurden von der RAI (Radio Audizioni Italiane) 1945 kurz nach Ende des Zweiten Weltkrieges ausgestrahlt. Dem Gruber-De-Gasperi-Abkommen entsprechend wurde die Anzahl der deutschsprachigen Sendungen vom alten Funkhaus in der Bozner Sparkassenstraße langsam ausgebaut, womit offiziell die Geschichte des Senders Bozen begann. Die ersten Nachrichtensendungen gestalteten Vittorio Rainaldi und Fritz Scrinzi.
1959 wurde nach einem Entwurf der Architekten Gigi Dalla Bona und Guido Pelizzari das Funkhaus am Mazziniplatz errichtet. Die erste Radioübertragung von dort erfolgte am 12. Oktober 1960; am selben Tag wurde auch ein eigener UKW-Kanal für die deutsch- und ladinischsprachigen Sendungen (heute Rai Südtirol) in Betrieb genommen.
Das deutschsprachige Fernsehprogramm nahm sechs Jahre später am 7. Februar 1966 den Sendebetrieb auf. Ausgestrahlt wurde damals täglich von 20:00 Uhr bis 21:00 Uhr ein einstündiges Programm auf dem Sendeplatz von Rete 2 (heute Rai 2). Im Nachgang des Zweiten Autonomiestatuts wurden die deutsch- und ladinischsprachigen Programme 1973 per Dekret und 1975 per Staatsgesetz offiziell verankert. Die folgende Vereinbarung von Ministerratspräsidium und Rai sah jährlich 4090 Stunden deutsche Radio- und 550 Stunden deutsche Fernsehsendungen vor. 1977 erhielten die deutschsprachigen Journalisten ihre eigene Redaktion. Ab dem 15. Dezember 1979 strahlte der Sender Bozen sein Fernsehprogramm auf dem Sendeplatz von Rai 3 aus. 1989 erfolgte schließlich die Einrichtung eines eigenen Fernsehkanals für die deutsch- und ladinischsprachigen Sendungen (heute Rai 3 Südtirol).
Im Dezember 2012 übernahm die Autonome Provinz Bozen – Südtirol die komplette Finanzierung der deutsch- und ladinischsprachigen Rai-Programme. Der Umfang der Sendezeiten wurde auf jährlich 5300 Stunden deutsche Radio- und 760 Stunden deutsche Fernsehsendungen festgelegt. Am 27. Jänner 2014 wurde der deutschsprachige Sender Bozen in Rai Südtirol umbenannt. Zudem wurden für Radio und Fernsehen neue Kennungen und Logos eingeführt, das Studio der Tagesschau wurde umgestaltet und alle Fernsehprogramme auf das Format 16:9 umgestellt. Seit 2018 betreibt der Sender mit rai.it/tagesschau auch eine eigene Nachrichtenwebsite.

## Programme

### Radioprogramm
Die Hörfunksendungen werden in Südtirol und im benachbarten Trentino von der Rundfunk-Anstalt Südtirol und dem Sendernetz der Rai digital im Standard DAB+ und analog über UKW verbreitet. Zudem sind sie per Online-Stream verfügbar. Inhaltlich sind sie als Vollprogramm gestaltet.
Ausgestrahlt werden auf dem eigenen Radiokanal Rai Südtirol Sendungen im Umfang von 5300 Stunden jährlich, also rund 14,5 Stunden täglich. Die übrigen Stunden werden mit Produktionen anderer Sender aufgefüllt: Tagsüber werden die Sendungen von Rai Ladinia als Fensterprogramm geschaltet, in den Nachtstunden ist das Programm von Rai Radio 3 eingeblendet.

### Fernsehprogramm
Das Fernsehprogramm wird in Südtirol und im benachbarten Trentino über DVB-T verbreitet. Die wichtigste, auch per Online-Stream abrufbare Fernsehsendung ist die täglich produzierte Tagesschau. Zum sonstigen Programm zählen unter anderem Reportagen, Talkshows und Themensendungen (etwa minet).
Ausgestrahlt werden auf dem eigenen Fernsehkanal Rai 3 Südtirol 760 Stunden Programm jährlich, also im Schnitt rund zwei Stunden täglich. Die übrigen Stunden werden mit den Sendungen von Rai Ladinia und dem Programm von Rai 3 gefüllt.

## Leitung

### Koordinatoren
- 1975–1998 Franz von Walther
- 1998–2006 Rudi Gamper
- 2006–2022 Markus Perwanger
- seit 2022 Zeno Braitenberg

### Chefredakteure
- 1978–1990 Hansjörg Kucera
- 1990–1993 Hugo Seyr
- 1993–1996 Hansjörg Kucera
- 1997–1998 Hans Gamper
- 1999–2006 Markus Perwanger
- 2006–2010 Norbert Grones
- 2010–2012 Robert Asam
- 2012–2017 Wolfgang Mayr
- 2017–2023 Heidy Kessler
- seit 2023 Michaela Mahlknecht

## Die Logos der Südtiroler Programme

Erstes Logo der Sendeanstalt (1995–2006) mit stilisiertem Schlern
Ehemaliges Logo des deutschen TV-Programmes (bis Mai 2010)
Logo des deutschen TV-Programmes (bis 26. Jänner 2014)
Logo der Rai Südtirol von Jänner 2014 bis Mai 2019
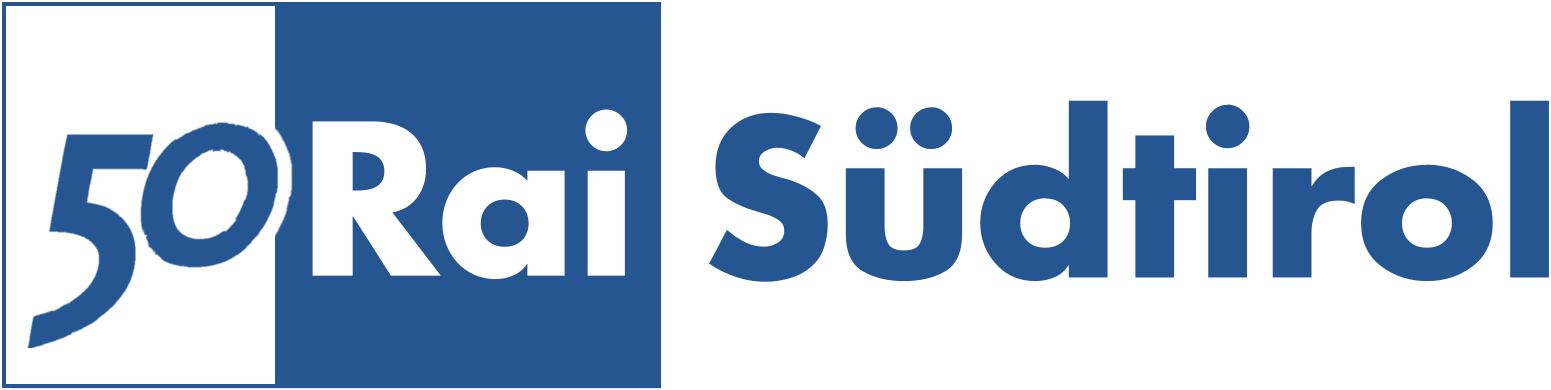
Logo 2016 zum 50-jährigen Jubiläum
Logo der Rai Südtirol seit Mai 2019